# HD17581
HD17581 — хімічно пекулярна зоря спектрального класу A0, що має видиму зоряну величину в смузі V приблизно  6,5.
Вона  розташована на відстані близько 285,1 світлових років від Сонця.

## Фізичні характеристики
Зоря HD17581 обертається 
порівняно повільно 
навколо своєї осі. Проєкція її екваторіальної швидкості на промінь зору становить  Vsin(i)= 26км/сек.